# Jacek Fuksiewicz
Jacek Fuksiewicz, né le 2 mars 1941 à Toulouse, est un critique de cinéma, journaliste et producteur de cinéma polonais.

## Biographie
Jacek Fuksiewicz est diplômé de l'école nationale de cinéma de Łódź. En 1965, il entre à Telewizja Polska. Entre 1983 et 1994, il donne de nombreuses conférences à La Nouvelle-Orléans (il est alors professeur à Université Loyola), Milan et Paris, avant d'être nommé directeur de Canal+ Film, puis de l'institut polonais d'art cinématographique (PISF - Polski Instytut Sztuki Filmowej).

## Producteur et scénariste
producteur
- 2000  Chłopaki nie płaczą (coproducteur)
- 1998  Chronique couleur du ghetto de Łódź (documentaire TV)
- 1996  Chamanka (coproducteur)

scénariste
- 1991  Napoléon et l'Europe (série TV)
- 1987  Wygasle czasy (documentaire)
- 1982  Znachor (avec Jerzy Hoffman)

## Distinctions et honneurs
- Croix de Chevalier dans l'Ordre Polonia Restituta
- Croix d'or du Mérite polonais Krzyż Zasługi